# Poganiacz

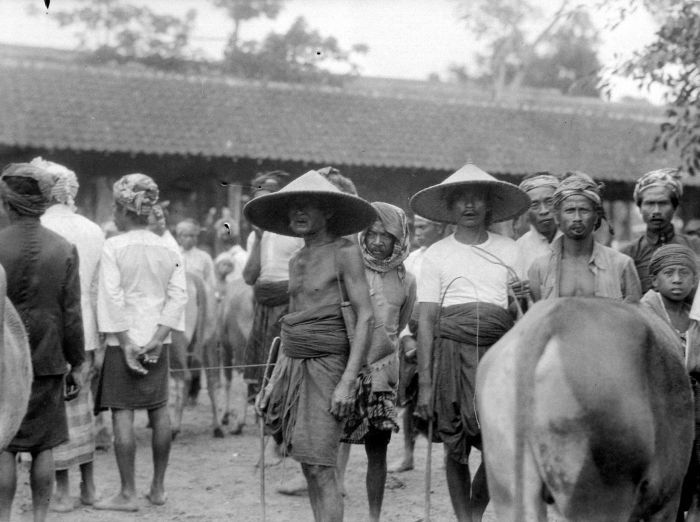
Poganiacze bydła na targu w Masbagik (Indonezja)

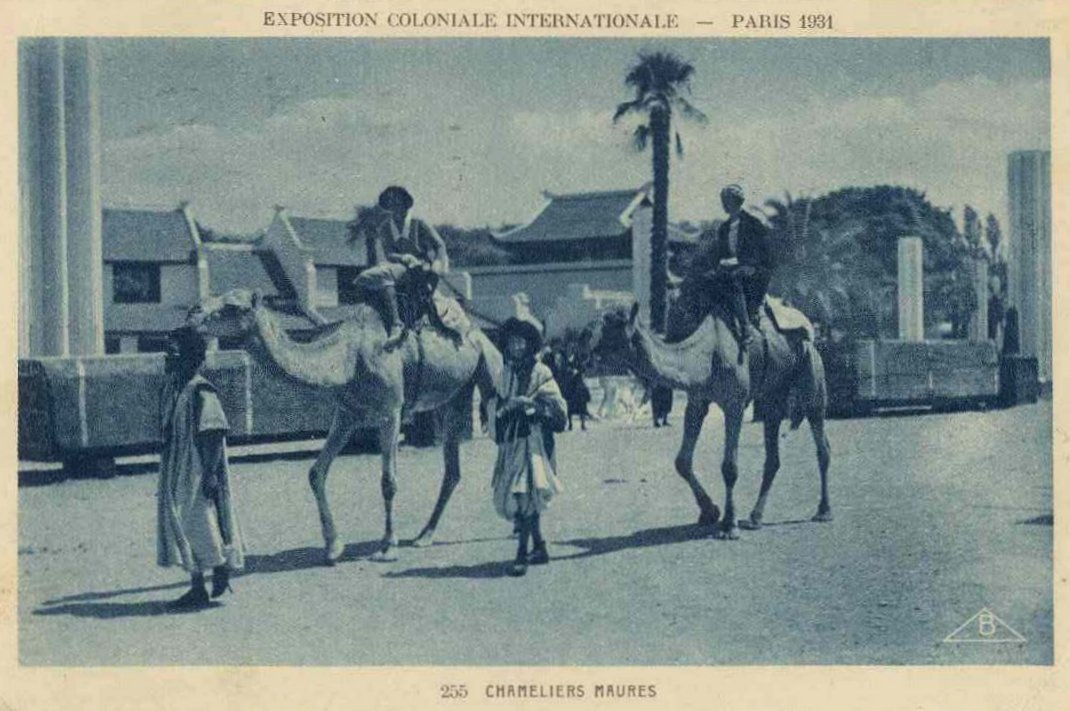
Poganiacze wielbłądów wiozący turystów

Poganiacz – zawód, osoba poganiająca zwierzęta pociągowe i juczne w celach zarobkowych, także opiekun tych zwierząt, np:
- kornak – poganiacz słoni
- mulnik – poganiacz mułów
- wielbłądnik - poganiacz wielbłądów[1]

Urządzenie do poganiania zwierząt
- poganiacz grzechotka
- poganiacz elektryczny